# Système tychonique

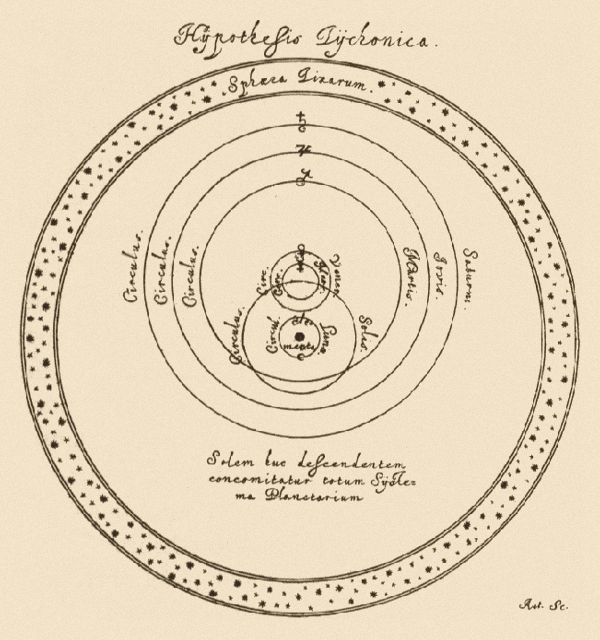
Une illustration du de l'hypothèse Tychonica de Selevographia d'Hevelius, 1647 page 163, selon laquelle le Soleil, la Lune et la sphère d'étoiles orbitent autour de la Terre, tandis que les cinq planètes connues (Mercure, Vénus, Mars, Jupiter et Saturne) orbitent le Soleil.

Le système Tychonique montré en couleur, avec les objets qui tournent autour de la Terre montrés sur des orbites bleues, et les objets qui tournent autour du Soleil montrés sur des orbites orange. Autour est une sphère d'étoiles.

Le système tychonique (ou système tychonien) est un modèle du système solaire publié par Tycho Brahe à la fin du XVIe siècle, qui combine ce qu'il considérait comme les avantages mathématiques du système copernicien avec les avantages philosophiques et « physiques » du système ptolémaïque. Le modèle peut avoir été inspiré par Valentin Naboth et Paul Wittich, un mathématicien et astronome silésien. Un modèle similaire était implicite dans les calculs un siècle plus tôt par Nilakantha Somayaji de l'école d'astronomie et de mathématiques du Kerala,. 
C'est conceptuellement un modèle géocentrique : la Terre est au centre de l'univers, le Soleil et la Lune et les étoiles tournent autour de la Terre, et les cinq autres planètes tournent autour du Soleil. En même temps, les mouvements des planètes sont mathématiquement équivalents aux mouvements du système héliocentrique de Copernic sous une simple transformation de coordonnées, de sorte que, tant qu'aucune loi de force n'est postulée pour expliquer pourquoi les planètes se déplacent comme décrit, il n'y a pas raison mathématique de préférer le système tychonique ou copernicien.